# Sorghum timorense
Sorghum timorense är en gräsart som först beskrevs av Carl Sigismund Kunth, och fick sitt nu gällande namn av Lodewijk Hendrik Buse. Sorghum timorense ingår i släktet durror, och familjen gräs. Inga underarter finns listade i Catalogue of Life.